# Autograph
Autograph es una banda de hard rock y glam metal originaria de Los Ángeles, Estados Unidos, formada en 1983.

## Historia
El grupo alcanzó prominencia abriendo para Van Halen en su gira de 1984, un acto de distinción para cualquier banda desconocida. Luego firmó un contrato con RCA Records, seguido de una presentación en el Madison Square Garden en la ciudad de Nueva York en 1984.
El álbum debut de la agrupación, Sign in Please, vio la luz en octubre de ese mismo año, pero no causó mucho impacto en las listas hasta julio de 1985. 
La canción Turn up the Radio se convirtió en un Hit Top 30, lo que garantizó al álbum la certificación de oro (500.000 copias vendidas).
En 1985 hicieron una canción titulada You Can't Hide From the Beast Inside para la película de terror Fright Night.
That's the Stuff fue su segundo trabajo discográfico, lanzado en 1985, llevándolos a hacer giras con artistas como Mötley Crüe y Heart. Sin embargo, las ventas del mencionado álbum no fueron las mejores. 
Lanzan Loud and Clear en el año 1987 con un hit para una película titulado She Never Looked That Good For Me, que tampoco dio los resultados esperados, esto dado principalmente a la falta de interés de su disquera, por lo que más tarde la banda se desintegraría. A partir de entonces, algunos miembros de la agrupación han adelantado algunos proyectos en solitario, de los cuales el vocalista Steve Plunkett ha sido el que más éxito ha cosechado.
En 2003 Autograph se reúne, pero esta vez la banda consta de Steve Plunkett como único miembro original. Con esta formación, sale al mercado el disco Buzz obteniendo muy buenos resultados.
El 9 de diciembre de 2008 falleció el teclista Steve Isham a causa de cáncer en el hígado.

## Miembros
Actuales
- Steve Plunkett (1961): Voz, guitarra rítmica y líder
- Steve Lynch: Guitarra solista
- Randy Rand: Bajo
- Steven Isham (1952-2008) : Teclados
- Keni Richards: Batería

Exmiembros
- Steve Isham (California; 30 de noviembre de 1952 - California; 9 de diciembre de 2008), fue miembro original y teclado de la banda, además de ayudar en un rol menor y editar en algunos trabajos 1984 de Van Halen -(1984), Animal Grace de April Wine - (1983) y Boy de U2 - (1979)

## Discografía
- Sign in Please - 1984
- That's The Stuff - 1985
- Loud and Clear - 1987
- Missing Pieces - 1997
- Buzz - 2003
- More Missing Pieces - 2004
- Get Off Your Ass - 2017
- Beyond - 2022